# Януш Богдан
Богда́н Я́нуш (псевдонім Василь Карпович; 23 січня 1887, Львів — 5 листопада 1930, там само) — український та польський археолог, етнолог, мистецтвознавець, публіцист, консерватор пам'яток старовини у Львівському воєводстві (1921–1930) і редактор журналу «Wiadomości Konserwatorskie».

## Життєпис
Богдан Януш народився 23 січня 1887 року у Львові. Походив з багатодітної родини гімназійного вчителя Михайла Януша, яка жила дуже бідно. Після смерті батька Богдана виховувала мама Ангеліна зі старшими сестрами.
Вся освіта Богдана Януша обмежувалася семирічним курсом української гімназії в приміщені Народного Дому у Львові. Мав намір скласти «матуру» екстерном. Заробляти на життя почав зі шкільних років, тому не зміг навчатися в університеті. Відвідував приватні виклади професора Карела Гадачека у Львівському університеті.[джерело?]
1907 року працював у музеї Шевченка у Львові. Надалі на прожиття заробляв «пером». Напередодні першої світової війни — редактор польськомовного часопису «Kurjer Lwowski». У 1911 році мешкав на вул. Лещинського, 8 (нині вулиця Братів Міхновських), у березні 1912 року вже мешкав на вул. Кордецького, 17 (нині — вул. Олени Степанівни).
1923 року призначений консерватором праісторичних пам'яток Львівського округу. 1924 року власним коштом почав видавати місячник «пол. Wiadomości Konserwatorskie», а у 1925 році припинив — через брак коштів.
У 1928 році певний час був керівником «Музею Покуття» в Станиславові. У другій половині 1929 року через фінансову скруту втратив меблі, бібліотеку. Школярем проводив дослідження цвинтаря в Кукізові.
У 1921—1925 роках був співробітником Музею НТШ й ініціатором Кружка любителів Львова. Член Спілки митців-декораторів у Перемишлі.
Досліджував історію й архітектуру церков на території княжого Львова: святого Миколая, святого Онуфрія, святої П'ятниці, зруйнованої 1776 року церкви святого Теодора, а також вірменської катедри.
Розвідки українською мовою містив під псевдонімом Василь Карпович у журналі «Стара Україна» (1924—1925). Досліджував дерев'яне будівництво на околицях Львова, вірменські і волоські пам'ятки Львова та Тернопільщини, зокрема, Przeszłość і zabytki województwa Tarnopolskiego, 1926 — одну з перших сумлінних регіональних монографій Польщі, та ін.). 1929 року на засіданні Політехнічного товариства у Львові прочитав доповідь «Костельна архітектура львівського середньовіччя».
Через нерозв'язні, на його думку, проблеми, застрелився 5 листопада 1930 року у Львові. Був похований на Личаківському цвинтарі, поле 13. Через одну могилу у 1915 році був похований відомий історик Франц Ковалишин (пол. Franciszek Kowaliszyn). Обидві могили втрачені, на похованні Богдана Януша співробітники музею «Личаківський цвинтар» встановили пам'ятний знак.

## Праці
Автор кількох збірок матеріалів до археологічної карти Східної Галичини:
- «Z pradziejów ziemi Lwowskiej [Архівовано 4 травня 2018 у Wayback Machine.]» (1913).
- «Zdobnictwo ludowe w okolicach Lwowa» (1913).
- «Kultura przedhistorycana Podola galicyjskiego» (1914/1919)[3].
- «Człowiek przedhistoryczny» (1914).
- «Zabytki przedhistoryczne Galicyi wschodniej» (1918)
- «Karaici w Polsce» (Kr., 1927).
- «Zabytki monumentalnej architektury Lwowa» (Lw., 1928)[4]
- «Bibliografia Ormian w Polsce» (не видана)[4].

## Вшанування
1993 року на честь Богдана Януша названо вулицю у Львові в місцевості Підзамче.

## Родина
Дружина Ядвіґа з вірменської родини Рудоміновичів (пол. Jadwiga Rudominówna).